# Allium praemixtum
Allium praemixtum — вид рослин з родини амарилісових (Amaryllidaceae); поширений в Узбекистані, Киргизстані й Таджикистані.

## Поширення
Поширений в Узбекистані, Киргизстані й Таджикистані.
Зростає в гірських районах, однак для цього виду відсутні відомості про місця проживання та екологію.